# ヒット・エンド・ラン (漫画)
『ヒット・エンド・ラン』は、『週刊少年サンデー』（小学館）で連載されていたあや秀夫による日本の漫画。単行本は全13巻。
中学の弱小野球部のチームを舞台とする作品で、大きく分け、稲葉中学野球部の奮闘を描いた1部、主人公の遠藤蘭が親の都合で他地域の中学に転校し、転校先の野球部で揉まれながらも徐々にレベルアップしていく2部、中学卒業時に地元の稲葉地区に戻り､そして高校生になった遠藤蘭が稲葉中学野球部のメンバーとともに同じ高校に進学し、そこでの野球部員としての活動を描いた3部で構成されている。

## あらすじ
主人公の遠藤蘭は稲葉中学野球部のキャプテン。この野球部はとんでもない弱小チームで、先輩の三年生が抜けてからというもの1勝どころか1点も取れていない。守ればエラーにトンネルは当たり前、打席に立ってもボールがミットに入ってからバットを振る始末。観客に大笑いされて馬鹿にされる試合を続けていた。そしてついに先輩や先生からも見放され、野球部は解散を迫られることに。でもせめてあと1試合、最後の試合だけは笑われない試合をしたい…地区大会1回戦、シード校の光陵中学へと挑む。

## 登場人物
- 遠藤蘭（声：内海敏彦）
- 葵麻呂（声：神谷明）
- 剛（声：塩屋翼）
- 初人（声：岡村悦明）
- 番場（声：大見川高行）
- 彦丸（声：塩沢兼人）
- ひろみ（声：松田辰也）
- 竹（声：鈴木清信）
- 郁美（声：小山まみ）
- 秋山先生（声：納谷悟朗）

## アニメ版
1979年2月18日にフジテレビ系の『日生ファミリースペシャル』の一本として『がんばれ! ぼくらのヒット・エンド・ラン』のタイトルで放送された。

### スタッフ
- 企画：佐藤昭司
- 演出：光延博愛
- プロデューサー：加藤良雄
- 脚本：高橋二三
- 撮影監督：三沢勝治
- 録音監督：斯波重治
- 美術監督：伊藤ルイ
- 編集：瀬山武司、掛須秀一
- 音楽：京建輔
- キャラクターデザイン・作画監督：金沢比呂司
- 作画：小川博司、小島秀人、宇都木勇、伊藤佐知子、横山光春　ほか
- 仕上げ：富岡祐子、伊東史江、荒川典子、岡本勢津子、滝野里美　ほか
- 背景：古橋真佐子、東條俊寿、西本初枝、大宮久江　ほか
- 絵コンテ：光延博愛
- 色指定・検査：光延幸子
- 製作協力：土田プロダクション
- アニメーション製作：日本アニメーション

### 主題歌
「がんばれ!ぼくらのヒットエンドラン」
作詞：田中のぶ / 作曲・編曲：佐瀬寿一 / 歌：沢田雅博（CBS・ソニー）
| フジテレビ系 日生ファミリースペシャル | フジテレビ系 日生ファミリースペシャル  | フジテレビ系 日生ファミリースペシャル |
| 前番組                                | 番組名                                 | 次番組                                |
| ------------------------------------- | -------------------------------------- | ------------------------------------- |
| （なし）                              | がんばれ! ぼくらのヒット・エンド・ラン | まえがみ太郎                          |